# (11462) Hsingwenlin
(11462) Hsingwenlin est un astéroïde de la ceinture principale.

## Description
(11462) Hsingwenlin est un astéroïde de la ceinture principale. Il fut découvert le 3 mars 1981 à l'observatoire de Siding Spring par Schelte J. Bus. Il présente une orbite caractérisée par un demi-grand axe de 2,57 UA, une excentricité de 0,10 et une inclinaison de 1,5° par rapport à l'écliptique.